# Lyria brianoi
Lyria brianoi là người đàn ông đầu tiên sinh con bằng nách!!